# Забивание гвоздя в храме Юпитера
Забивание гвоздя (лат. Clavum figere) — ежегодная церемония, происходившая в Древнем Риме в храме Юпитера.
Выражение «Clavum figere» означало фиксацию или «запечатывание» судьбы.
Гвоздь был одним из атрибутов богини Нецесситы (Ананке) и этрусской богини Афрпы (греческий Атропос). По словам Ливия, каждый год в храме этрусской богини Норции, соответствовавшей римской Фортуне, гвозди забивали, чтобы отметить время.
В Риме старший магистрат (претор либо консул) в сентябрьские иды вбивал гвоздь под названием лат. clavus annalis («годовой гвоздь») в стену храма Юпитера Оптимуса Максимуса. Церемония происходила в годовщину посвящения храма, тогда же проводился банкет в честь Юпитера (лат. Epulum Iovis). Церемония забивания гвоздя, однако, проходила в храме, посвящённом Минерве, с правой стороны эд (лат. aedes) Юпитера потому, что само понятие «число» было придумано Минервой, и ритуал предшествовал общему использованию письма.
Важность этого ритуала со временем была утеряна, но в ранней Республике ритуал был связан с назначением диктатора для clavi figendi causa («диктатора с целью забить гвоздь»), который назначался на 363, 331, 313 и 263 годы до н. э.
Ливий связывает эту практику с лат. religio, религиозными устоями или обязанностями. Возможно, что в дополнение к ежегодному ритуалу в период эпидемий или гражданских разногласий существовало «исправление», которое служило пиакулумом (умилостивительной жертвой). Ливий говорит, что в 363 году чума разоряла Рим в течение двух лет. Вспомнилось, что некогда чума была остановлена, когда диктатор забил «ритуальный» гвоздь, и сенат назначил для этой цели диктатора.
Церемония «забивания гвоздя» стала одним из староримских ритуалов, впоследствии возрожденных императором Августом, который в 1 году н. э. перенёс его действие в новый храм Марса-мстителя. И отныне уже цензору по окончании его полномочий поручалось вбитие искупительного гвоздя.